# Go Ahead Eagles
Go Ahead Eagles (pronunție în neerlandeză [ˈɡoː əˈɦɛt ˈiɡəls]) este un club de fotbal din Deventer, Țările de Jos, care în prezent evoluează în Eredivisie. Stadionul de casă al echipei este De Adelaarshorst. Echipa a câștigat de patru ori campionatul național (în 1917, 1922, 1930 și 1933).

## Istoric
Clubul a fost fondat în 1902 ca Be Quick, iar în scurt timp a fost redenumit în Go Ahead la cererea Asociației Regale de Fotbal a Olandei. Sufixul Eagles a fost adăugat în 1971, după o sugestie a antrenorului de atunci, Barry Hughes. Acvila (eagle) este și elementul principal al stemei orașului Deventer. După aproape două decenii petrecute în liga secundă, la finele sezonului 2012-13 Go Ahead a câștigat promovarea în Eredivisie, câștigând play-off-urile de promovare.

## Palmares
- Eredivisie
  - Campion: 1917, 1922, 1930, 1933

- KNVB Cup
  - Câștigătoare: 2025
  - Finalistă:    1965
- Super Cupa Johan Cruyff Shield
  - Finalistă:  2025
- Tweede Divisie
  - Campion: 1959

- Promovare în Eredivisie: 1963, 1992, 2013

## Rezultate

### Cronologia rezultatelor
Mai jos e prezentat un tabel cu poziționările lui Go Ahead Eagles în campionatul național începând cu 1956.
| Ligă                     | Poziție        | Calificare la                                     | Sezon KNVB Cup | Rezultat în cupă |
| ------------------------ | -------------- | ------------------------------------------------- | -------------- | ---------------- |
| 2011–12 Eerste Divisie   | 9th            | play-off de promovare/retrogradare: nu a promovat | 2011–12        | Optimi de finală |
| 2010–11 Eerste Divisie   | 7th            | play-off de promovare/retrogradare: nu a promovat | 2010–11        | fourth round     |
| 2009–10 Eerste Divisie   | 5th            | play-off de promovare/retrogradare: nu a promovat | 2009–10        | Semifinale       |
| 2008–09 Eerste Divisie   | 7th            | –                                                 | 2008–09        | Runda 2          |
| 2007–08 Eerste Divisie   | 10th           | play-off de promovare/retrogradare: nu a promovat | 2007–08        | Runda 3          |
| 2006–07 Eerste Divisie   | 7th            | play-off de promovare/retrogradare: nu a promovat | 2006–07        | Optimi de finală |
| 2005–06 Eerste Divisie   | 18th           | –                                                 | 2005–06        | Runda 3          |
| 2004–05 Eerste Divisie   | 17th           | –                                                 | 2004–05        | Optimi de finală |
| 2003–04 Eerste Divisie   | 9th            | –                                                 | 2003–04        | Runda 2          |
| 2002–03 Eerste Divisie   | 7th            | play-off de promovare/retrogradare: nu a promovat | 2002–03        | Runda 2          |
| 2001–02 Eerste Divisie   | 16th           | –                                                 | 2001–02        | Runda 2          |
| 2000–01 Eerste Divisie   | 6th            | play-off de promovare/retrogradare: nu a promovat | 2000–01        | Runda 2          |
| 1999–2000 Eerste Divisie | 14th           | –                                                 | 1999–2000      | Optimi de finală |
| 1998–99 Eerste Divisie   | 7th            | –                                                 | 1998–99        | Optimi de finală |
| 1997–98 Eerste Divisie   | 9th            | –                                                 | 1997–98        | group stage      |
| 1996–97 Eerste Divisie   | 6th            | play-off de promovare/retrogradare: nu a promovat | 1996–97        | Runda 2          |
| 1995–96 Eredivisie       | 18th           | Eerste Divisie (relegation)                       | 1995–96        | Runda 2          |
| 1994–95 Eredivisie       | 17th           | – (surviving promotion/relegation play-offs)      | 1994–95        | Runda 2          |
| 1993–94 Eredivisie       | 12th           | –                                                 | 1993–94        | Runda 3          |
| 1992–93 Eredivisie       | 15th           | –                                                 | 1992–93        | Runda 3          |
| 1991–92 Eerste Divisie   | 11th           | Eredivisie (winning prom./releg. play-offs)       | 1991–92        | Runda 2          |
| 1990–91 Eerste Divisie   | 7th            | –                                                 | 1990–91        | Runda 2          |
| 1989–90 Eerste Divisie   | 9th            | play-off de promovare/retrogradare: nu a promovat | 1989–90        | Runda 2          |
| 1988–89 Eerste Divisie   | 10th           | promotion competition: no promotion               | 1988–89        | first round      |
| 1987–88 Eerste Divisie   | 12th           | –                                                 | 1987–88        | first round      |
| 1986–87 Eredivisie       | 16th           | Eerste Divisie (relegation)                       | 1986–87        | first round      |
| 1985–86 Eredivisie       | 10th           | –                                                 | 1985–86        | first round      |
| 1984–85 Eredivisie       | 15th           | –                                                 | 1984–85        | quarter final    |
| 1983–84 Eredivisie       | 11th           | –                                                 | 1983–84        | Runda 2          |
| 1982–83 Eredivisie       | 12th           | –                                                 | 1982–83        | quarter final    |
| 1981–82 Eredivisie       | 10th           | –                                                 | 1981–82        | Runda 2          |
| 1980–81 Eredivisie       | 12th           | –                                                 | 1980–81        | Semifinale       |
| 1979–80 Eredivisie       | 12th           | –                                                 | 1979–80        | Optimi de finală |
| 1978–79 Eredivisie       | 9th            | –                                                 | 1978–79        | Runda 2          |
| 1977–78 Eredivisie       | 16th           | –                                                 | 1977–78        | Optimi de finală |
| 1976–77 Eredivisie       | 11th           | –                                                 | 1976–77        | Runda 2          |
| 1975–76 Eredivisie       | 13th           | –                                                 | 1975–76        | Optimi de finală |
| 1974–75 Eredivisie       | 12th           | –                                                 | 1974–75        | Runda 2          |
| 1973–74 Eredivisie       | 10th           | –                                                 | 1973–74        | Runda 2          |
| 1972–73 Eredivisie       | 14th           | –                                                 | 1972–73        | Runda 2          |
| 1971–72 Eredivisie       | 9th            | –                                                 | 1971–72        | Optimi de finală |
| 1970–71 Eredivisie       | 7th            | –                                                 | 1970–71        | Runda 2          |
| 1969–70 Eredivisie       | 7th            | –                                                 | 1969–70        | Optimi de finală |
| 1968–69 Eredivisie       | 4th            | –                                                 | 1968–69        | Runda 2          |
| 1967–68 Eredivisie       | 3rd            | –                                                 | 1967–68        | Semifinale       |
| 1966–67 Eredivisie       | 5th            | –                                                 | 1966–67        | Semifinale       |
| 1965–66 Eredivisie       | 5th            | –                                                 | 1965–66        | Semifinale       |
| 1964–65 Eredivisie       | 11th           | Cupa Cupelor UEFA                                 | 1964–65        | finală           |
| 1963–64 Eredivisie       | 12th           | –                                                 | 1963–64        | Runda 2          |
| 1962–63 Eerste Divisie   | 2nd            | Eredivisie (promovare)                            | 1962–63        | Runda 3          |
| 1961–62 Eerste Divisie   | 4th (grupa A)  | –                                                 | 1961–62        | ?                |
| 1960–61 Eerste Divisie   | 15th (grupa B) | –                                                 | 1960–61        | ?                |
| 1959–60 Eerste Divisie   | 10th (grupa B) | –                                                 | not held       | not held         |
| 1958–59 Tweede Divisie   | 1st (grupa B)  | Eerste Divisie (promovare)                        | 1958–59        | ?                |
| 1957–58 Tweede Divisie   | 3rd (grupa B)  | –                                                 | 1957–58        | ?                |
| 1956–57 Tweede Divisie   | 13th (grupa A) | –                                                 | 1956–57        | ?                |

## Antrenori
| - František Fadrhonc (1962–70) - Barry Hughes (1970–73) - Jan Notermans (1973–75) - Henk van Brussel (1975) - Leo Beenhakker (1975–76) - Henk van Brussel (interim) (1976) - Wiel Coerver (1976–77) - Henk van Brussel (interim) (1978) - Joop Brand (1978–80) - Spitz Kohn (1980–81) - Bob Maaskant (1981–83) | - Henk Wullems (1983–85) - Nico van Zoghel (iulie 1, 1985–iunie 30, 1988) - Fritz Korbach (iulie 1, 1988–iunie 30, 1990) - Henk ten Cate (Feb 22, 1990–iunie 30, 1990) - Jan Versleijen (iulie 1, 1990–iunie 30, 1993) - Henk ten Cate (iulie 1, 1993–Jan 27, 1995) - Ab Fafié (Jan 27, 1995–iunie 30, 1996) - Leo van Veen (iulie 1, 1996–iunie 30, 1997) - Jan van Staa (iulie 1, 1997–iunie 30, 2002) - Theo de Jong (2001–02) - Robert Maaskant (iulie 1, 2002–Feb 2, 2003) | - Raymond Libregts (Jan 15, 2003–iunie 30, 2005) - Mike Snoei (iulie 1, 2005–martie 4, 2008) - Gerard Somer (interim) (martie 4, 2008–martie 7, 2008) - Andries Ulderink (martie 7, 2008–iunie 30, 2011) - Joop Gall (iulie 1, 2011–martie 24, 2012) - Michel Boerebach (interim) (martie 24, 2012–martie 31, 2012) - Jimmy Calderwood (martie 30, 2012–iunie 30, 2012) - Erik ten Hag (iulie 1, 2012–iunie 30, 2013) - Foeke Booy (iulie 1, 2013–) |